# Archidiecezja Santiago de Guatemala
Archidiecezja Santiago de Guatemala, łac. Archidioecesis Guatimalensis – archidiecezja Kościoła rzymskokatolickiego w Gwatemali. Należy do metropolii Santiago de Guatemala. Została podniesiona do rangi archidiecezji 16 grudnia 1743 z diecezji Gwatemali powstałej w 1534. Pod obecną nazwą od 2013.

## Główne świątynie

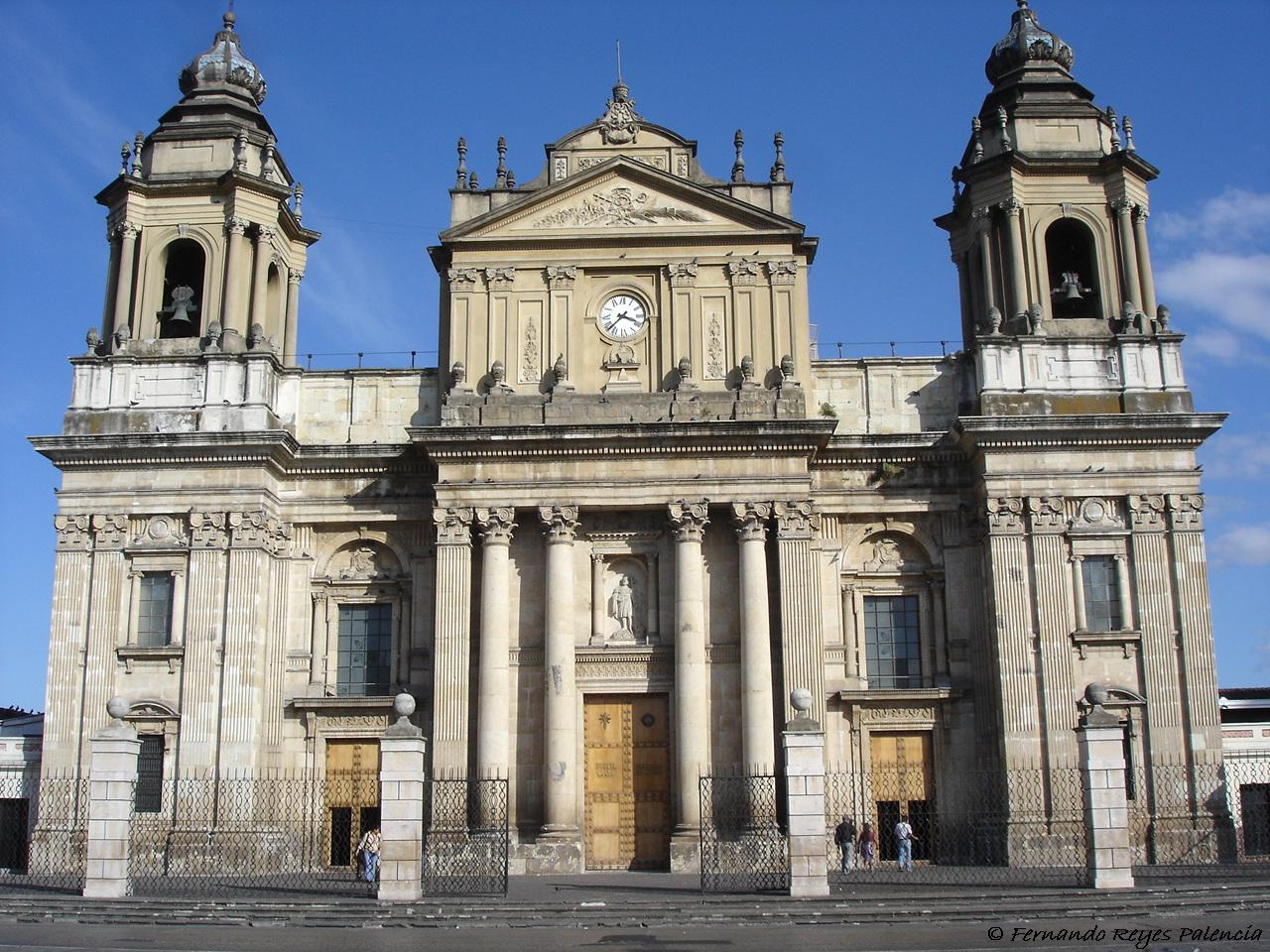
Katedra w Gwatemali

- Katedra: Archikatedra św. Jakuba Apostoła w Gwatemali
- Bazylika mniejsza: Bazylika Matki Bożej Różańcowej w Gwatemali

## Ordynariusze
- Francisco Marroquin Hurtado (1523–1563)
- Bernardino de Villalpando, CRSA (1564–1569)
- Pedro Gómez de Córdoba, OSH (1574–1598)
- Juan Ramírez de Arellano, OP (1600–1609)
- Juan de las Cabezas Altamirano (1610–1615)
- Juan de Zapata y Sandoval, OSA (1621–1630)
- Agustín de Ugarte y Sarabia (1630–1641)
- Bartolomé González Soltero (1641–1650)
- Juan Garcilaso de la Vega (1652–1657)
- Payo Enríquez de Rivera Manrique, OSA (1657–1668)
- Juan de Sancto Mathía Sáenz de Mañozca y Murillo (1668–1675)
- Juan de Ortega Cano Montañez y Patiño (1675–1682)
- Andrés de las Navas y Quevedo, O de M (1682–1702)
- Mauro de Larreátegui y Colón, OSB (1703–1711)
- Juan Bautista Alvarez de Toledo, OFM (1713–1723)
- Nicolás Carlos Gómez de Cervantes y Velázquez de la Cadena (1723–1726)
- Juan Leandro Gómez de Parada Valdez y Mendoza (1728–1735)
- Pedro Pardo de Figueroa (1735–1751)
- Francisco José de Figueredo y Victoria (1752–1765)
- Pedro Cortez y Larraz (1766–1779)
- Cayetano Francos y Monroy (1778–1792)
- Juan Félix de Villegas (1793–1800)
- Luis Ignatius Peñalver y Cárdenas (1801–1805)
- Rafael de La Vara (1806–1809)
- Francisco Ramón Valentín de Casaus y Torres, OP (1815–1845)
- Francisco de Paul García Peláez (1845–1867)
- José Bernardo Piñol y Aycinena (1867–1881)
- Ricardo Casanova y Estrada (1886–1913)
- Julio Ramón Riveiro y Jacinto, OP (1914–1921)
- Luis J. Muñoz y Capurón, SJ (1921–1927)
- Luis Durou y Sure, CM (1928–1938)
- Mariano Rossell y Arellano (1939–1964)
- Mario Casariego y Acevedo, CRS (1964–1983)
- Próspero Penados del Barrio (1983–2001)
- Rodolfo Quezada Toruño (2001–2010)
- Oscar Julio Vian Morales, SDB (2010 – 2018)
- Gonzalo de Villa y Vásquez SJ (od 2020)